# ヨナクニトキホコリ
ヨナクニトキホコリ（与那国時ほこり、Elatostema yonakuniense）は、イラクサ科ウワバミソウ属の多年草。なお、名前の「ほこり」は「茂る」と言う意味である。

## 概要
日本の沖縄県与那国島固有種。低地の石灰岩地帯の湿気の多い場所に生育する。現在知られている自生地は2箇所。
多年草で、茎は直立し、高さ10～20cm、基部は匍匐する。葉は互生で、長さ1.5～4cmで、斜楕円形、先端は鈍頭、葉縁に鋸歯をもち、表面及び中肋は粗毛を帯びる。通常は雌雄同株だが、まれに雌雄異株。雄花は集散花序で葉のつけねに腋生し、長さ1～3cmの柄の先に4～8個の花をつける。雌花は頭状花序で、直径2～3mmの小さい花が集合している。花は白色。
元々個体数・自生地が少ない上に、シマミズ等の他種との競争や自生地の開発・赤土砂流出によるかく乱などにより個体数が減少している。

## 保護上の位置づけ
絶滅危惧IA類 (CR)（環境省レッドリスト）
- 沖縄県版レッドデータブック：絶滅危惧IA類